# Goedendag
Goedendag (nizozemsky "dobrý den"; známý také jako godendac, godendard, godendart) byla středověká zbraň původně používaná milicí Flanderského hrabství ve 14. století, hlavně v době Francouzsko-flanderské války. Goedendag byl v podstatě kombinací palcátu a kopí. Rukojeť, většinou vyrobená ze dřeva byla 90 cm až 150 cm dlouhá s průměrem 5 cm až 10 cm a byla na jednom konci rozšířena následovně do ní byl vražen špičatý kovový hrot.
Tato zbraň byla používaná s vysokou efektivitou cechy v bohatých flanderských městech proti francouzským rytířům v bitvě u Courtrai blízko města Kortrijk (Courtrai) 11. července 1302. Goedendag byl často viděn v rukách vlámské milice v dobových znázorněních bitvy, jako například v rytinách na dřevěné truhle z Kortrijk, vyrobené ve 14. století. A je také znázorněný na nyní vybledlé fresce v Gentu.

## Název
O původu slova "goedendag" je několik teorií:
Jedna z nich je, že pochází z francouzských znázornění této zbraně. Guillaume Guiart zmiňuje Tiex bostons qu'ils portent en querre ont nom godendac ("... zbraň zvaná godendac"), což je podobné Nizozemskému překladu slova "goedendag", což znamená "dobrý den". To údajně odkazuje na Masakr francouzské posádky v Bruggách v roce 1302, kdy cechy z Brugg údajně převzaly město tím, že zdravily každého koho potkaly a zabily všechny, kteří odpověděli francouzským přízvukem. Tento původ jména však nemusí být pravdivý, jelikož sami Vlámové zbrani říkali "ostnatá hůl" (gepinde staf).
Další teorií je, že "dac" nebo "dag" souvisí s germánským slovem dýka, takže místo "good day" by to mohlo znamenat "good dagger".
Asi ta nejmorbidnější teorie říká, že název pochází z efektu hrotu zbraně: Když nositel goedendagu někoho zabije tím, že mu probodne hrdlo hrotem, tak by se krční část páteře oběti přeřízla, což by způsobilo naklonění hlavy dopředu, jako by říkala "dobrý den".
Měly by také být zmíněno, že podobnou zbraň používali Maurové. A že francouzští rytíři poté naučili Vlámy, jak se používá.

## Použití

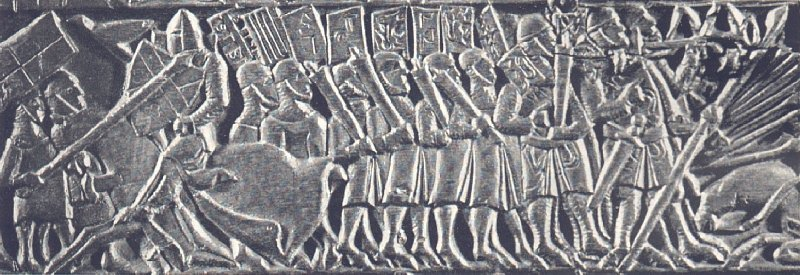
Muži ve středu držící goedendagy. Obklopeni z obou stran muži s píkami. Znázornění na dřevěné truhle z Kortrijk.

Jak přesně se tato zbraň používala není zcela jisté. Dobové ilustrace ukazují, že se používala jako palcát, ale dobový kronikář Guillaume Guiart v části o bitvě u Courtrai, píše, že "každý držel goedendag zdvižený proti Francouzům, jako když jeden potká divoké prase". Což naznačuje, že byl prvně použit jako kopí, když nepřítel běžel směrem k obránci a jako palcát, když se nepřítel nepohyboval. Goedendag byl tím pádem pravděpodobně opřený o zem, zajištěný nohou a oběma rukama. Rozšířená část rukojeti za hrotem sloužila jako ochrana v případě, že by případný kůň po nabodnutí začal padat směrem na obránce, stejně jako u loveckého oštěpu. Vojenský historik Kelly Devies tvrdí, že "hlavní funkcí bylo dostat jezdce dolů z jeho koně". Verbruggen zase vysvětluje roli goedendagu jako: "Byli postaveni mezi pikenýry, nebo v druhé řadě, aby se pomocí svých kratších, ale velmi těžkých zbraní mohly zbavit nepřátelských koňů".

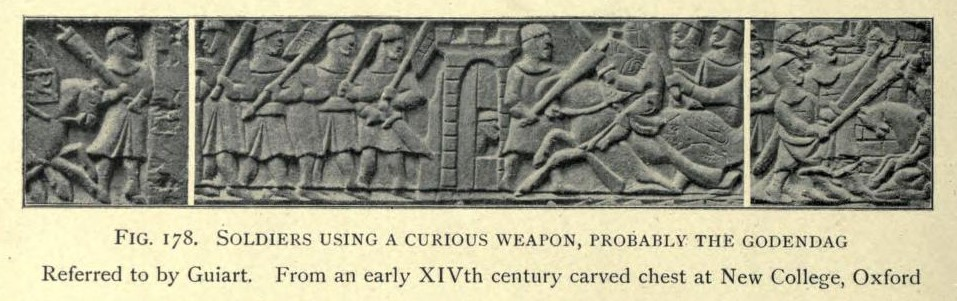
Vojáci používající goedendag. Znázorněno na truhle z raného 14. století.

Například na již zmíněné truhle z Kortrijk jsou muži s goedendagy znázorněni v druhé řadě stojící hned za řadou mužů držících píky.
Goedendag nemusel být používán po celu dobu boje, přičemž mohl být nahrazen jinými zbraněmi, jako kopími, meči, palcáty, nebo i noži. Z toho důvodu byl goedendag mylně zařazen mezi zbraně jako halapartna, kropáč, nebo jiné zbraně, které měly dlouhou rukojeť a byly primárně určeny pro profesionální a zkušené vojáky, kteří je mohli použít ke strhnutí nepřátelských jezdců z jejich koňů, když na ně nabíhali, nebo je míjeli. Tyto zbraně byly velmi efektivní, ale zároveň velice drahé, jelikož byly značně náročnější na výrobu. Z toho důvodu byl goedendag velice dobrou zbraní pro Vlámy, kteří si drahé zbraně nemohli dovolit. Avšak kvůli pozdější dostupnosti lepších zbraní ve srovnání s jejich efektivitou Vlámští vojáci opustili goedendag okolo začátku 15. století.